# 洛达庙遗址
洛达庙遗址是1956年发掘于河南省郑州市洛达庙的夏文化遗址，出土文物较多，具有独立的文化面貌。
由于与二里岗文化有共同因素，而且相对于年代来说晚于河南龙山文化又早于二里头文化，所以这个遗址发掘后也被作为探讨夏文化的对象，并将同类考古文化命名为洛达庙类型文化。